# 伍德福德縣 (伊利諾伊州)
伍德福德县（英語：Woodford County）是美国伊利诺伊州中北部的一個縣，東接印第安纳州，面積1,406平方公里。根据2020年美國人口普查，共有人口38,467人。縣治尤里卡（Eureka）。該縣成立於1841年12月27日，縣名來自肯塔基州的同名縣。